# Næstved Hallen
Næstved Hallerne er nu et samlet aktivitets center under navnet Arena Næstved. Hal 1 er opført i 1960.
Hallen benyttes som træningshal og diverse messer og udstillinger.
Hallerne blev i november 2015 udvidet med den nyopførte Arena Næstved der kan rumme 4.500 stående gæster til koncerter, eller op til 3.000 siddende til andre typer begivenheder.